# Compsibidion rutha
Compsibidion rutha là một loài bọ cánh cứng trong họ Cerambycidae.